# Kaph

Kaph

Schluss-Kaph

Kaph (כף) oder Kaf ist der elfte Buchstabe im Hebräischen Alphabet. Er hat den Zahlenwert 20.
Im modernen Iwrit wird Kaph am Silbenanfang nach Konsonant und am Wortanfang als [k] gesprochen (in punktierter Schreibweise mit einem Punkt (Dagesch) in der Mitte des Buchstabens dargestellt), in allen anderen Fällen als [x], ähnlich dem deutschen ch in Bach.
Steht der Buchstabe am Schluss eines Wortes, wird er als Finalbuchstabe anders geschrieben. Diese Schreibweise wird manchmal für den Zahlenwert 500 verwendet. Die rechte obere Ecke des Kaph finale kann spitz oder rund ausgeführt sein; im Gegensatz zum Minimalpaar ר : ד ist das Graphem diesbezüglich also unterspezifiziert. Selbiges gilt für den Buchstaben He.

## Geschichte
Das Wort Kaph bedeutet „Handfläche“. Das alte Bilderschriftzeichen stand ursprünglich für eine geöffnete Hand. Aus dem hebräischen Kaph leiten sich das griechische Kappa und in weiterer Folge das lateinische K ab.

## Beispiele
- כינרת kinneret: See Genezareth (von כינור kinor in der biblischen Bedeutung „Harfe“)
- שְׁכֶם schchem: Sichem

## Zeichenkodierung
|                   | Kaph              | Schluss-Kaph            |
| ----------------- | ----------------- | ----------------------- |
| Unicode Codepoint | U+05db            | U+05da                  |
| Unicode-Name      | HEBREW LETTER KAF | HEBREW LETTER FINAL KAF |
| HTML              | &#1499;           | &#1498;                 |
| ISO 8859-8        | 0xeb              | 0xea                    |